# Nevada, Iowa
Nevada är en stad (city) i Story County, i delstaten Iowa, USA. Enligt United States Census Bureau har staden en folkmängd på 6 807 invånare (2011) och en landarea på 13,1 km². Nevada är huvudort i Story County.